# 猪股南
猪股 南（いのまた みなみ、1992年12月6日 - ）は、青森放送（RAB）のアナウンサー。

## 来歴
青森県弘前市出身。身長159cm。血液型はO型。特技は一輪車、ルービックキューブを6面揃えること。生長の家聖使命会員。
青森県立弘前中央高等学校、弘前大学理工学部地球環境学科卒業。
特技の一輪車は、小学2年生のときに地元の豊田児童センター一輪車クラブに入会して始めた。6年生のときに全日本一輪車競技大会の小学5・6年生の部でペアで優勝したのを皮切りに、中学生のときに中学生の部団体ペアで2年連続で準優勝、高校1年生のときに団体高校生以上の部で総合優勝、2008年にはデンマークのコペンハーゲンで行われた第14回国際一輪車大会で団体・年齢別ペアともに優勝、2009年には全日本一輪車競技大会の団体高校生以上の部で総合優勝と数々の業績を残した。
2009年からは女優としても活動していた。同年に青森県五所川原市の芦野公園特設会場で上演された太宰治生誕100年記念公演『津軽』（作・演出：長谷川孝治青森県立美術館舞台芸術総監督）で津島修治（太宰治）役を務め、その表情・声・演技が多くの観覧者や観劇した映画関係者などから高い評価を受けた。
2012年には大林宣彦監督映画『この空の花 長岡花火物語』に出演し、一輪車で登場する少女を演じた。また、同年には同じ青森県出身の鈴木正幸、麻生しおり、横山ひできとともに、青森県佐井村の観光PRビデオ全5話に出演した。この映像は、仙台市、さいたま市大宮区、東京都（渋谷・丸の内）、名古屋市の街頭に設置されている大型ビジョンで2か月にわたって放送された。
2015年、青森放送にアナウンサーとして入社。
2022年5月、第1子出産のために産前産後休業入りすることを発表。
2023年4月より、産休を終えて青森放送に復帰。

## 過去の担当番組

### テレビ
- 東奥日報ニュース
- 大好き、青森県。
- ZIP!FRIDAY （2016年4月1日 - 2018年3月30日）
- RABニュースレーダー（2018年4月2日 - 2022年4月1日）

### ラジオ
- 東奥日報ニュース
- 土曜はDON （2016年4月2日 - 2018年3月31日）
- GO!GO!らじ丸 - 第2水曜 11:55 - 13:00 の公開生放送担当（2016年4月 - 2018年3月）
- ピックアップ・ミュージック
- RAB 月曜夜話
- 今日も!あさぷり - 火曜担当（2018年4月3日 - 2022年5月24日）
- 海の気象ニュース
- ランキングplus（2019年4月1日 - 2019年9月23日[注 1]）